# Mortal Kombat 11
A Mortal Kombat 11 verekedős játék, melyet a NetherRealm Studios fejlesztett és a Warner Bros. Interactive Entertainment jelentetett meg. Unreal 3 Engine-t használ, ez a játék a tizenegyedik fő játék a Mortal Kombat sorozatban és a 2015-ben kiadott Mortal Kombat X folytatása. Ki lett hirdetve "The Game Awards 2018"-nál, és a várható kiadása 2019. április 23-án lesz Észak Amerikában és Európában Microsoft Windows-ra, Nintendo Switch-re, Playstation 4-re, és Xbox One-ra. 2019. január végén bejelentették, hogy a Switch változatát elhalasztják és várhatóan 2019. május 10-én adják ki.

## Játékmenet
Ugyanúgy mint az elődje, a Mortal Kombat 11 egy 2.5 dimenziós verekedős játék. A visszatérő "Fatalities" (magyarul kivégzések) és "Brutalities", illetve új játékmeneti részeket már bemutatták, úgy mint "Fatal Blows-t" és "Krushing Blows-t."